# 주펀

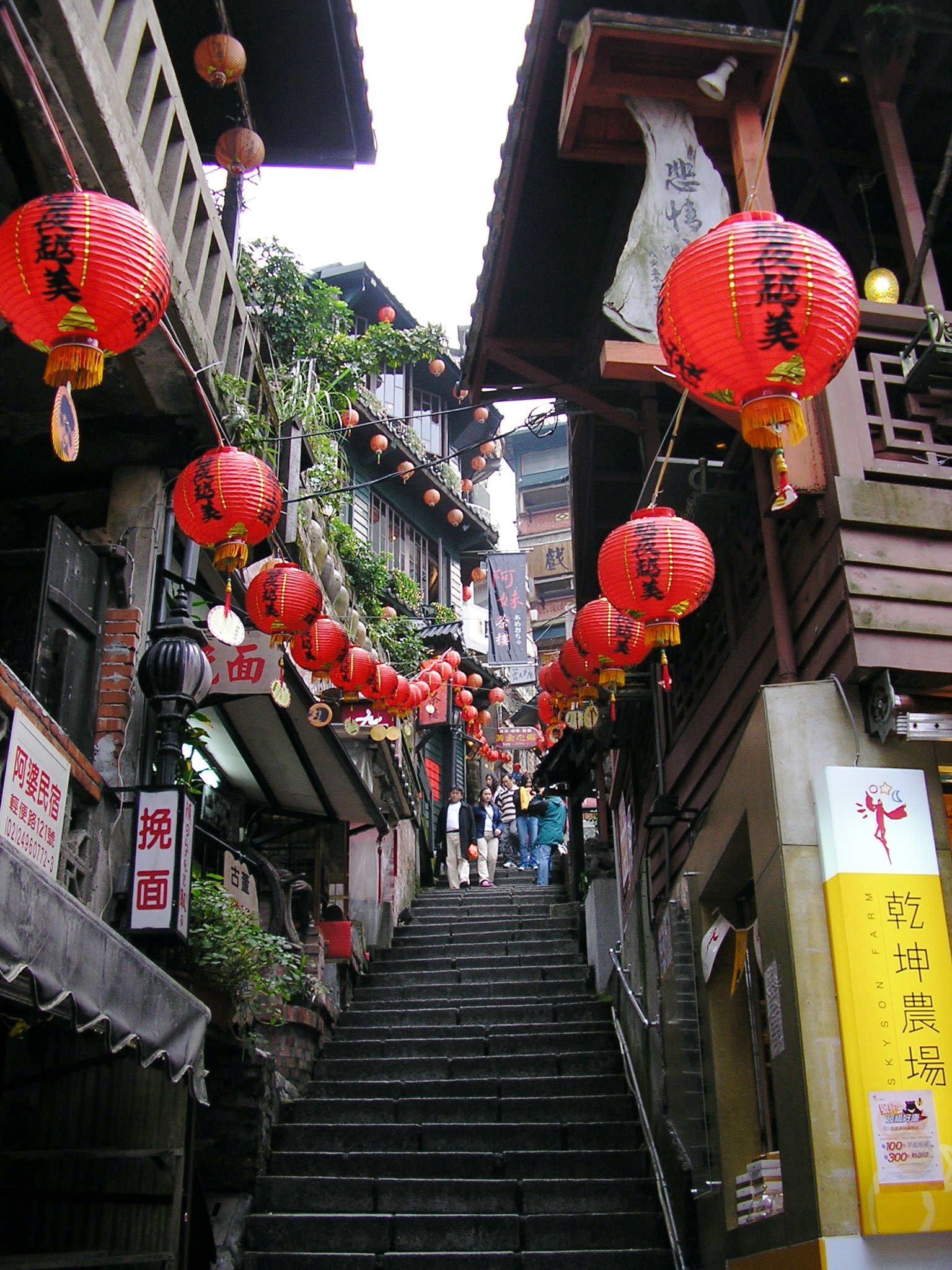
주펀

주펀(九份)은 타이완 북부 신베이시 루이팡구에 있는 마을이다. 해안을 마주하고 있는 산맥 위에 지어져 있다.

## 역사
청나라 시절, 주펀은 아홉 집밖에 없던 외진 산골 마을이었는데, 이때 한 사람이 도시로 내려와 항상 아홉 집 것을 함께 구입해 아홉 개로 나눴다고 해서 '九份', 즉 주펀이라는 이름이 되었다고 한다.
원래 이 곳에 살던 원주민들은, 1430년대부터 이 곳에서 금이 난다는 사실을 알고 있었고, 이후에도 일본인, 네덜란드 상인들이 이 사실을 재발견해냈으나, 청나라 말기인 1890년대까지 이 곳에서 금이 본격적으로 채굴된 적이 없었다. 그러나 1890년, 철도를 깔던 인부가 이 곳에서 금가루를 발견하고, 근방 지역의 하천에서 매일 수 킬로그램에 달하는 사금이 발견되기 시작하며 사람들이 금을 캐기 위해 이 곳으로 몰려들기 시작하였다.
사람들이 금 채굴을 노리며 이 곳으로 몰려들기 시작하자, 조그만 산골 마을에 불과했던 주펀은 본격적으로 성장하기 시작한다. 이후 일본군이 타이완을 점령한 이후 그 성장세는 최고조에 달하게 되었다. 당시의 미국 외교관이었던 제임스 데이비드슨은 아래와 같이 적었다.

규펀(지우펀)은 내가 본 마을들 중 가장 이상하게 생긴 마을이다... 이토록 많은 가옥들이 좁은 공간에 빽빽하게 몰려 지어진 것을 본 적이 없다. 어떤 건물들은 다른 건물 위에 덧붙여 지어진 것 같고, 어떤 건물들은 아예 들어갈 방법이 없어 보인다. 모든 건물들이 위압적인 자세로 서 있어, 마치 이웃들에게 침묵을 강요하는 것 같다. 좁은 수로가 마을 전체를 흐르며 물을 공급한다. 어느 수로는 문 바로 앞을 지나가기도 하고 어느 것은 심지어 가옥의 바닥 아래를 지나가기도 한다.

당시 이 마을은 후지타 기업의 소유였다. 후지타 기업은 타이완 광산업에 진출한 최초의 일본계 기업으로, 이 곳에서의 금광 산업을 통하여 매달 몇천 엔에 달하는 수입을 거두어 들였다.
현재 주펀에서 볼 수 있는 모습들은 대부분 일본의 통치시기에 만들어진 것들이다. 제2차 세계대전 동안, 이 곳과 인접한 곳에 진과스라는 포로 수용소가 만들어지게 되었다. 이 곳에서는 영국인들을 포함, 싱가포르에서 잡아온 포로들을 강제로 금광에서 노역시켰다. 하지만 전쟁이 끝난 이후 금광 산업은 쇠퇴기에 접어들었고, 1971년에는 결국 완전히 폐광되었다. 광산업으로 대부분의 수입을 올리던 주펀은 이로 인해 급격히 쇠퇴하기 시작했고, 결국에는 거의 잊혀진 마을이 되어버리고 말았다.
1989년, 영화 《비정성시》가 이 곳을 배경으로 촬영하게 되면서 주펀은 다시금 번성하기 시작한다. 영화의 전세계적인 흥행세에 힘입어, 주펀은 다시금 사람들을 끌어모으기 시작했다. 영화 속 주펀의 고풍적인 분위기는 많은 사람들에게 향수를 불러일으켰고, 이 곳은 얼마 지나지 않아 타이완의 주요 관광지가 되었다. 1990년대, 주펀은 완전히 관광 마을로 탈바꿈하였으며, 중국식 찻집, 까페, 기념품 가게 등이 지어졌다.
2001년에는 주펀이 영화 《센과 치히로의 행방불명》의 배경과 닮았다는 이유로, 다시 한번 주목을 받게 된다. 이로 인해 일본 언론과 잡지들은 이 곳을 타이완을 소개할 때 꼭 함께 소개하기 시작했고, 일본인들이 이 곳으로 몰려들기 시작했다. 이후 이 곳은 일본인들이 타이완을 방문할 때 꼭 한 번씩 들르는 관광명소가 되었다. 다만, 영화의 제작자 미야자키 하야오는 영화의 배경이 주펀을 모티브로 한 것이 아니라고 공식적으로 부인하였다.
현재, 주펀은 타이완에서 가장 인기있는 관광 명소들 중 하나로, 수많은 사람들이 타이베이를 거쳐 이 곳으로 찾아온다.

## 교통
- 주펀이 해안의 산맥에 접해있기 때문에, 이 곳으로 향하는 도로들은 대부분 경사가 급하고, 좁으며 매우 구불거린다.
- 이 곳으로 향하는 직행 버스는 지룽, 타이베이 등에서 탈 수 있다.

## 유명 음식
- 땅콩 아이스크림
- 타로 볼
- 차
- 타이완 소시지
- 생선 완자
- 떡
- 누가 크래커
- 펑리수

## 참고 문헌
- Davidson, James W. (1903). 《The Island of Formosa, Past and Present: history, people, resources, and commercial prospects : tea, camphor, sugar, gold, coal, sulphur, economical plants, and other productions》. London and New York: Macmillan. OCLC 1887893. OL 6931635M.

## 같이 보기
- 허우퉁 고양이 마을